# 이소원 (배우)
이소원(2001년 10월 29일 ~ )은 캐나다 출신의 대한민국의 배우이다.

## 드라마
- 2024년 NETFILX 오리지널 미니시리즈 《살인자ㅇ난감》
- 2025년 KBS1 저녁 일일연속극 《대운을 잡아라》 ... 한서우 역
- 2025년 KBS2 수목드라마 《내 여자친구는 상남자》 ... 박윤아 역

## 영화
- 2021년 영화 《간이역》 ... 웨딩샵 직원 역
- 2024년 영화 《무도실무관》